# Siamesisk algätare
Siamesisk algätare (Crossocheilus oblongus) är en sötvattenslevande fisk i familjen karpfiskar som kommer från Sydostasien. Arten kan bli upp till 16 centimeter lång. Den har en liten mun och färgen är silvrig med ett svart streck på sidan. Hanar och honor liknar varandra och man kan normalt inte genom att se till det yttre avgöra om en individ är en hane eller hona.

## Akvariefisk
Siamesisk algätare hör till de fiskar som hålls som akvariefiskar. Den håller gärna till nära bottnen och trivs i planterade akvarium som också har öppna simmytor och inredning, till exempel rötter, som ger en del gömställen. 
Fisken äter i akvarium flera olika sorters alger, däribland rödalger och tofsalger, och den ses som en bra algätare i akvarium. Den äter i akvarium också levande- och frysfoder, vilket kan fungera som komplement. Att vegetabiliskt foder ingår i dieten är nödvändigt för fisken. Små exemplar är mer effektiv som "algätare" än äldre och större exemplar.
Den siamesiska algätaren är fredlig mot andra arter, men något aggressiv och revirhävdande mot andra individer av samma art. Förutsatt att inte akvariet är för litet, kan man hålla en liten grupp av dem i samma akvarium utan problem. Den går bra att hålla i sällskapsakvarier. Akvariet skall vara inrett med växter (fisken äter inte växter) och en del gömställen i form av rötter. Fin sand är lämpligt som bottenmaterial. Vattnet skall vara syrerikt och 24-27 grader varmt. Det finns några olika närbesläktade arter, som även de äter alger med god aptit, emedan Crossocheilus oblongus mest effektiv.
Crossocheilus oblongus känns igen på att den inte har några andra band längs kroppen än det svarta bandet, andra arter kan även ha ett tunnare rött eller ljusgrått band under det svarta.

## Förväxling
Denna art blandas ofta ihop med Epalzeorhynchos kalopterus. Det går dock att skilja arterna åt på fenorna. Hos den siamesiska algätaren är fenorna genomskinliga, dessutom har den ett par skäggtömmar på överläppen, E. kalopterus har två par.